# Mirella Ricciardi
Mirella Ricciardi, pseudonimo di Mirella Rocco (Kenya, 14 luglio 1931), è una fotografa, scrittrice e attrice italiana.

## Biografia
Mirella Rocco, seconda di tre figli di Mario Rocco (1893-1975), originario di Napoli, un ufficiale di cavalleria italiano che prese parte alla Prima Guerra Mondiale come pilota, e proprietario terriero che possedeva 3.500 acri vicino a Nairobi".  Sua madre, Giselle Banau-Varilla, era una scultrice francese che era stata precedentemente pupilla di Rodin. Entrambi i suoi genitori erano già "sposati da molti anni" quando si trasferirono in Africa alla fine del 1928, ma "non assieme".  L'idea, secondo una fonte, era quella di raggiungere il Congo belga e fare fortuna uccidendo elefanti per il commercio di avorio. Ad ogni modo, dopo un "safari lungo un anno" Giselle rimase incinta e la coppia "si diresse in Kenya alla ricerca di un ospedale". Si stabilirono quindi in Kenya.  Nacque il fratello maggiore di Mirella, Dorian Rocco (1930-2013). La figlia più giovane della coppia, Orla, nacque nel 1933.
Mario Rocco acquistò 5.000 acri destinati alla coltivazione sulle rive del Lago Naivasha. I figli goderono dei privilegi tipici delle famiglie bianche nel Kenya dell'epoca. Mirella più tardi parlerà di questo periodo con costernazione ma anche con un singolare candore dei precetti razziali con cui è cresciuta: "Sono sempre stata un'africana bianca, un prodotto del sistema coloniale in cui sono cresciuta...  considero gli africani come miei servi, non esseri umani come me." La Guerra raggiunse il Kenya nel 1940, quando Mirella Rocco aveva solo 9 anni e suo padre 47. Il Kenya era "britannico" e "Mario Rocco" era "italiano". Fu arrestato e portato in un campo di detenzione a Kabete prima di essere trasferito in Sudafrica per quattro anni. Quando tornò a casa nel giugno 1944 era, secondo una fonte, "un vecchio sdentato e spezzato". Fra il 1940 e il 1944 ai tre figli non fu permesso di andare a scuola, quindi furono educati in casa.  Dopo il luglio del 1944 fu loro permesso di frequentare la Kijabe Rift valley mission school, quindi terminarono gli studi a Nairobi.
Negli anni cinquanta Mirella Rocco fece uno stage di due anni a Parigi col fotografo di moda Harry Meerson. Nel 1957 una fotografia di lei seduta di fronte a un poster turistico di Uganda e Kenya scattata a New York, fu accompagnata da una didascalia che sosteneva che in Kenya lei aveva già "lavorato come cameraman, guida e cacciatrice in più di 15 safari". Ma chiaramente la macchina da presa era più importante per lei di ogni altro accessorio per i safari.
In questo periodo Mirella Rocco sposò Lorenzo Ricciardi. Lui la reclutò come "fotografa di scena" in un film che stava girando in Africa Orientale. Diverse fonti descrivono Lorenzo Ricciardi come un "avventuriero italiano": di sicuro buona parte della sua vita è costituita da una serie di fantastici aneddoti. Nonostante le sue origini napoletane, nacque secondo i registri in una prigione milanese perché sua madre non ebbe il tempo di raggiungere l'ospedale. Da bambino assistette all'incendio della sua casa, bruciata dai nazisti. In seguito guadagnò ingenti somme alla roulette tanto che poté acquistare un "dau adatto a solcare l'oceano", con cui "veleggiò fra i monsoni" sino a quando affondò. Mirella stessa ha scritto del loro avventuroso matrimonio con un certo candore: non fu la più stabile o monogama delle relazioni. Ciononostante, è come Mirella Ricciardi che lei si è accreditata in quasi ogni fonte. Nei primi Anni Sessanta ebbe anche alcune esperienze come attrice cinematografica: nel 1962 recitò, nel film L'eclisse di Michelangelo Antonioni, la parte di una donna con un passato simile al suo . Nello stesso anno prese poi parte anche al film italo-francese I sequestrati di Altona.
Negli anni seguenti la coppia ha vissuto, secondo alcune fonti, in varie nazioni africane, secondo altre presero casa a Roma o Londra. Ad ogni modo lunghi viaggi rimasero parte integrante delle loro vite, nonostante l'assunto che i figli di Rocco appartenessero all'Africa fosse venuto meno dopo la cosiddetta rivolta dei Mau Mau e, nel caso di Mirella, dopo il suo matrimonio con Lorenzo. Nel 1971 pubblica a Londra il suo primo volume di fotografie intitolato "Vanishing Africa". La sua intenzione dichiarata e di "fotografare la vita tribale e le usanze dei popoli dell'Africa prima che cambino per sempre". Ottenne un immediato successo commerciale. Nel 2014 il conto totale dei volumi pubblicati è di quattro. La coppia vive fra Londra e l'Italia.

## Vita privata
La vita famigliare di Mirella Ricciardi è ben documentata nei suoi lavori. La salute di Mario Rocco peggiorò nei suoi ultimi anni e si spense in un ospedale di Nairobi il 5 maggio 1975 in seguito a un femore fratturato in un incidente. Aveva 82 anni.  Poco dopo anche la madre di Mirella morì .
Lorenzo e Mirella Ricciardi ebbero due figlie, la più grande delle quali, scomparve a 36 anni.  La causa della morte è stata narrata come cancro e/o "tramonto dell'Africa".  Ricciardi ha scritto molto riguardo alla tristezza e al senso di colpa di cui ha sofferto in seguito alla morte di sua figlia.

## Pubblicazioni
- Vanishing Africa, revised edition 1974, Collins, London, ISBN 0-00-211876-9.
- Vanishing Amazon, Abrams, New York 1991 ISBN 0-8109-3915-0.
- African Saga, Collins, London 1981, ISBN 0-00-216191-5.
- con Lorenzo Ricciardi: African Rainbow: Across Africa by Boat, Ebury Press, London 1989, ISBN 0-85223-746-4.
- African Visions The Diary of an African Photographer, Cassell & Co, London 2000, ISBN 0-304354015.

## Filmografia
- I sequestrati di Altona (1962) di Vittorio De Sica
- L'eclisse di (1962) Michelangelo Antonioni